# امه ریش
شهر امه‌ریش آم راین در ایالت نوردارین-وستفالن در کشور آلمان واقع است. این شهر در کنار رودخانه راین و در شمال غرب ایالت نوردارین-وستفالن قرار دارد.